# Shichi Takaaki
Takaaki Shichi (志知 孝明 Shichi Takaaki, sinh ngày 27 tháng 12 năm 1993) là một cầu thủ bóng đá người Nhật Bản. Anh thi đấu cho Matsumoto Yamaga FC.

## Sự nghiệp
Takaaki Shichi gia nhập câu lạc bộ tại J1 League; Matsumoto Yamaga FC năm 2015. Ngày 20 tháng 5, anh ra mắt ở J.League Cup (v Shonan Bellmare).